# Novakiella trituberculosa
Espèce
Synonymes
- Epeira trituberculata Urquhart, 1887 nec Lucas, 1846
- Aranea trituberculosa Roewer, 1942

Novakiella trituberculosa est une espèce d'araignées aranéomorphes de la famille des Araneidae.

## Distribution
Cette espèce se rencontre en Australie et en Nouvelle-Zélande.

## Description
La carapace de la femelle holotype mesure 3 mm de long sur 2,5 mm et l'abdomen 5,5 mm de long sur 5 mm.
Le mâle décrit par Framenau, Vink, Scharff, Baptista et Castanheira en 2021 mesure 5,3 mm et la femelle 9,0 mm.

## Systématique et taxinomie
Cette espèce a été décrite sous le nom Epeira trituberculata par Urquhart en 1887. Le nom Epeira trituberculata étant préoccupé par Epeira trituberculata Lucas, 1846, il est remplacé par Aranea trituberculosa par Roewer en 1942. Elle est placée dans le genre Novakia par Court et Forster en 1988. Le nom Novakia Court & Forster, 1988 étant préoccupé par Novakia Strobl, 1893, il est remplacé par Novakiella par  Court et Forster en 1993

## Publications originales
- Urquhart, 1887 : « On new species of Araneida. » Transactions of the New Zealand Institute, vol. 19, p. 72-118.
- Roewer, 1942 : Catalog der Araneae von 1758 bis 1940. Bremen, vol. 1, p. 1-1040.